# Vlastimil Lada-Sázavský
Vlastimil Lada-Sázavský (Cseh Királyság, Prága, 1886. március 31. – Csehszlovákia, Prága, 1956. április 22.) olimpiai bronzérmes cseh kardvívó.
Az 1906. évi nyári olimpiai játékokon egy vívószámban indult. Egyéni tőrvívásban helyezés nélkül zárt. Ez az olimpia utólag nem hivatalossá lett nyilvánítva.
Az 1908. évi nyári olimpiai játékokon mind a négy vívószámban indult. Egyéni kardvívásban helyezés nélküli lett, míg csapat kardvívásban bronzérmet szerzett. Egyéni párbajtőrvívásban helyezés nélkül zárt, míg csapat párbajtőrvívásban az 5. helyen végzett.